# José Mendes (cantor)
José Mendes Guimarães (Lagoa Vermelha atual Machadinho, 20 de abril de 1939 — Rio Grande, 15 de fevereiro de 1974) foi um ator, cantor, violonista e compositor de música regional gaúcha. Considerado por muitos um dos maiores cantores gaúchos, José Mendes ficou conhecido no Brasil inteiro pela música "Pára Pedro", composta por José Portella Delavy. Embora sua carreira artística tenha sido curta comparado a outros artistas gaúchos, é um ícone para a cultura gaúcha, sempre homenageado nos CTGs (Centros de Tradições Gaúchas).
Faleceu em Rio Grande, vítima de um acidente rodoviário na BR-471. Em 2004 seus restos mortais foram transladados de Porto Alegre para o Memorial José Mendes, na localidade de Santa Terezinha, entre os municípios de Esmeralda e Pinhal da Serra, no nordeste do Rio Grande do Sul.

## Biografia[2]
José Mendes Guimarães, filho de Amancio Mendes da Fonseca Sobrinho e Noemi Ferreira Guimarães, nasceu em 20 de abril de 1939 na atual cidade de Machadinho, que à época era o distrito de Pinhal do Machadinho e pertencia a Lagoa Vermelha.
Ainda guri se mudou para Esmeralda, que era distrito de Vacaria, onde viveu até os 18 anos com seus tios em uma fazenda, onde ele tinha as lidas de peão.
Nessa época foi que o José Mendes aprendeu a tocar violão e entre uma serenata e outra, até fez uma dupla com um amigo. Essa dupla se chamava Os Irmãos Teixeira, só que eles não eram irmãos e nem Teixeira. 
Então no ano de 1960, o José Mendes estreia nos palcos. Na cidade de Júlio de Castilhos, ele forma o trio Os Seresteiros do Pampa, juntamente com Florentino Rezende e Dinarte Silva.
Por cerca de 2 anos se apresentaram em diversas cidades do Rio Grande do Sul e Santa Catarina. Quando que ele teve a ideia de que aquele ano era o momento chave pra ele. Ou estourava o sucesso ou ele ia desistir.
Então ele conseguiu uns pila emprestado com um amigo, 20 mil cruzeiros e viajou até São Paulo onde queria gravar um disco. 
Se apresentou em diversos programas de rádio e fez pontas com duplas sertanejas da época, até que conseguiu gravar o seu primeiro LP “Passeando de pago em pago”, que era uma série de músicas que contava algumas histórias do tempo que ele estradeava com o antigo trio.
Só que ele não utilizou o nome José Mendes no disco, mas Gaúcho Seresteiro. Neste disco, pra ele conseguir espaço nas rádios, colocou o nome dos radialistas como autores da música para obter sucesso.
Foi então que ele voltou pro Rio Grande do Sul e as apresentações começaram a melhorar em número e até valor. Começou a divulgar o seu disco em mais cidades de toda a região Sul, fazendo isso por cinco anos.
E como bem sabemos os causos de estrada já renderam muitas músicas e histórias buenas e numa dessas é que o José Mendes conseguiu o seu maior sucesso: Pára-Pedro.
Então conta a história que numa dessas viagens pra um show, na parceria de Portela Delavy e Luis Muller, viajavam de Kombi quando deu pau no carro e tiver que pegar um ônibus. A certa altura da viagem, dois vivente começaram a discutir até que um deles largou um “Pára, Pedro!” pra encerrar o assunto. Mas parecia que o Pedro tava querendo uma confusão, então ele voltou a falar: “Pedro, pára.” 
E aquelas palavras ficaram sonando na cabeça do Zé Mendes. Então quando chegaram no destino, ele e o Portela Delavy escreveram um dos xotes mais conhecidos da história do universo: “Pára, Pedro”.
Esta música foi apresentada pela primeira vez no programa de rádio mais famoso da época: Grande Rodeio Coringa, e foi um sucesso de primeira. Agradou os produtores e principalmente o público.
José Mendes, volta a São Paulo no ano de 1967 pra gravar seu segundo disco. Só que a gravadora que ele tinha gravado o primeiro recusou. Então ele foi aos estúdios da gravadora Copacabana que toparam lançar um compacto simples intitulado “Pára Pedro”.
E pra quem não sabe o que é um compacto era um disco que só tinha 1 música de cada lado e com no máximo até 3min de duração.
Este compacto vendeu 600 mil cópias, foi o disco mais vendido do ano e o José Mendes recebeu o Troféu de Consagração Popular, dado pela TV Gaúcha.
Esta música ela quebrou as barreiras como nenhuma antes, foi gravada por diversos artistas e em diversos ritmos. Por exemplo o Wilson Simonal gravou em 1868 e fez muito sucesso com Para Pedro.
Um disco tem o nome Mocinho do Cinema Gaúcho, por que ele também estreou 3 filmes: Em 1969: Para Pedro, em 1970: Não aperta Aparício, em 1974: A Morte não marca tempo.
E aqui temos 2 tristes coincidências na vida do José Mendes. Ele faleceu num acidente rodoviário, voltando de um show que tinha feito em Pelotas, no dia 15 de fevereiro de 1974. Ele estava numa caminhonete Chevrolet Veraneio, que pechou com um ônibus num trecho entre Pelotas e Rio Grande.
Em 1973, ele gravou o disco Adeus Pampa Querido e o filme A morte não marca tempo. Duas obras que falam sobre o destino inevitável e que foram lançadas após a sua despedida.
José Mendes faleceu quando tinha apenas 34 anos. Uma carreira curta, mas muito importante. Sua obra é parte de um legado de simplicidade e autenticidades do cancioneiro gaúcho.
Seus restos mortais estão na cidade de Esmeralda, na localidade de Santa Therezinha, onde ele passou parte da sua infância. Lá também tem o Memorial José Mendes, com diversas fotos e reportagens da carreira do cantor.

## Discografia[3]

### Álbuns de Estúdio
- 1962 - "Passeando de Pago em Pago" (Copacabana (gravadora)
- 1967 - "Pára Pedro" (Copacabana (gravadora)
- 1968 - "Não Aperta Aparício" (Copacabana (gravadora)
- 1969 - "Andarengo" (Copacabana (gravadora)
- 1970 - "Mocinho do Cinema Gaúcho" (Copacabana (gravadora)
- 1971 - "Gauchadas" (Copacabana (gravadora)
- 1973 - "Isto é Integração" (Copacabana (gravadora)
- 1974 - "Adeus Pampa Querido" (Copacabana (gravadora)

### Álbuns Especiais
- 1990 - "Última Lembrança"
- 1998 - "Raízes dos Pampas Vol. 1"
- 1999 - "Raízes dos Pampas Vol. 2"
- 2007 - "Grandes Sucessos de José Mendes"
- 2008 - "Os Grandes Sucessos"
- 2010 - "Sucessos Inesquecíveis"

Todos os discos que José Mendes gravou, foram regravados em CD e todas as suas músicas foram remasterizadas.

## Filmes
José Mendes atuou em três filmes:
- Pára Pedro
- Não Aperta Aparício
- A Morte Não Marca Tempo